# خاوی دیاز
خاوی دیاز (زاده ۱۵ مه ۱۹۹۷) یک بازیکن فوتبال اهل اسپانیا است. وی در پست دروازه‌بان برای باشگاه فوتبال اینتر کلاب اسکالدس بازی می‌کند.